# Монте Барретт
Монте Барретт (англ. Monte Barrett; 26 травня 1971, Грінвілл, Північна Кароліна, США) — американський професійний боксер важкої вагової категорії.

## Спортивна кар'єра
Дебютував на професійному рингу 16 серпня 1996 року.
Здобув 21 перемогу поспіль над суперниками, серед яких був ексчемпіон світу за версією WBA Грег Пейдж.
28 серпня 1999 року зазнав першої поразки, поступившись розділеним рішенням Ленсу Вітакеру.

### Барретт проти Володимира Кличка
25 липня 2000 року в Лондоні відбувся рейтинговий бій Монте Барретт — Володимир Кличко (Україна). У цьому бою Монте 5 разів побував у нокдауні (у 1-му, в 4-му і тричі в 7-му раунді). Після останнього нокдауну рефері зупинив бій.
Після поразки від Кличка Барретт здобув 6 перемог поспіль над суперниками, серед яких був ексчемпіон світу за версією WBA Тім Візерспун.
6 грудня 2003 року Барретт зазнав поразки від білої надії Америки непереможного Джо Месі (27-0, 25KO). У подальших боях Барретт переміг непереможних Домініка Гуїнна (США) і Оуена Бека (Ямайка).

### Барретт проти Хасима Рахмана
13 серпня 2005 року відбувся бій за титул тимчасового чемпіона світу за версією WBC Монте Барретт — Хасим Рахман, який став сотим чемпіонським боєм у важкій вазі за титул WBC і 1500-м чемпіонським поєдинком за цією версією в усіх категоріях. Бій, що пройшов у дуже неквапливому темпі, закінчився перемогою Хасима Рахмана одностайним рішенням суддів.

### Барретт проти Миколи Валуєва
7 жовтня 2006 року Монте Барретт зустрівся в бою з чемпіоном світу за версією WBA непереможним росіянином Миколою Валуєвим (44-0, 32KO).
Часом американцю вдавалися успішні комбінації, але з кожним раундом давалася взнаки перевага Валуєва в фізичній силі й габаритах. У 8-му раунді Барретт вперше опинився в нокдауні. В 11-му раунді американець побував у двох нокдаунах, після чого на ринг вискочив його тренер, визнавши капітуляцію.
На завершальному етапі кар'єри Барретт зустрічався на ринзі з Девідом Хеєм (Велика Британія), Одланьєром Солісом (Куба), Девідом Туа (Самоа), Луїсом Ортісом (Куба).